# Alfredo Morelos
Alfredo José Morelos Aviléz (Cereté, 21 de junho de 1996) é um futebolista colombiano que atua como centroavante. Atualmente, atua no Atlético Nacional, da Colômbia, emprestado pelo Santos.
Morelos começou sua carreira profissional no Independiente Medellín, em sua terra natal, antes de migrar para a Finlândia para jogar pelo HJK, de Helsinque, inicialmente por empréstimo e depois em caráter permanente. Em junho de 2017, foi contratado pelo Rangers por uma taxa estimada de 1 milhão de libras. Com 29 gols, o jogador é o que mais balançou as redes pelo clube escocês em competições europeias.
Já pela Colômbia, começou atuando nas categorias Sub-17 e Sub-20, integrando a equipe Sub-20 que foi vice-campeã do Sul-Americano de 2015. Após estrear pela Seleção Colombiana principal em 2018, o atacante fez parte da equipe que terminou em terceiro lugar na Copa América de 2021.

## Carreira

### Primeiros passos
Nascido em Cereté, Colômbia, Morelos morava com as irmãs, os pais e a avó, mas depois de ingressar nas categorias de base do Independiente Medellín, teve que morar longe da família. Enquanto estava na Finlândia, Morelos disse que foi difícil se adaptar ao país, pois sua família decidiu ficar na Colômbia e ele teve que viajar para a América do Sul para estar com eles. Morelos também revelou que foi seu pai quem o colocou no futebol.

### Independiente Medellín

#### 2014
Morelos começou sua carreira nas categorias de base do Independiente Medellín em 2011 aos 15 anos, foi promovido ao time principal pelo então técnico Hernán Darío Gómez. Ele fez sua estreia em um empate em 2–2 com Águilas Doradas na fase de grupos da Copa Colômbia em 13 de julho de 2014, entrando como substituto aos 74 minutos. Em 24 de julho de 2014, Morelos começou como titular pela primeira vez e marcou seu primeiro gol profissional aos 18 anos, 1 mês e 3 dias na vitória por 2–0 sobre o Envigado na Copa Colômbia.
Morelos fez sua estreia no Campeonato Colombiano em 31 de agosto de 2014, na vitória por 3–0 sobre o Águilas Doradas, entrando como substituto aos 82 minutos. 6 dias depois, em 6 de setembro de 2014, Morelos marcou seu primeiro gol no Campeonato Colombiano durante os acréscimos contra o Fortaleza CEIF para vencer a partida por 3–2 aos 92 minutos.
Morelos terminou a temporada de 2014 com quatorze partidas e seis gols em todas as competições pelo Independiente Medellín e terminando a temporada como vice-campeão da Torneo Finalización do Campeonato Colombiano de 2014.

#### 2015
Morelos fez onze partidas em todas as competições na temporada de 2015, seis no Campeonato Colombiano e cinco na Copa Colômbia, mas não conseguiu marcar em nenhuma das partidas. O Independiente Medellín chegou à final da Apertura 2015, mas foi derrotado por 2–1 no total pelo Deportivo Cali, com Morelos entrando como substituto aos 68 minutos na segunda partida em 8 de junho de 2015, que terminou em 1–1, valendo a Morelos sua segundo medalha de vice-campeão.
Morelos fez um total de vinte e cinco partidas pelo Independiente Medellín marcando seis gols em todas as competições durante sua passagem pelo clube.

### HJK

#### 2016

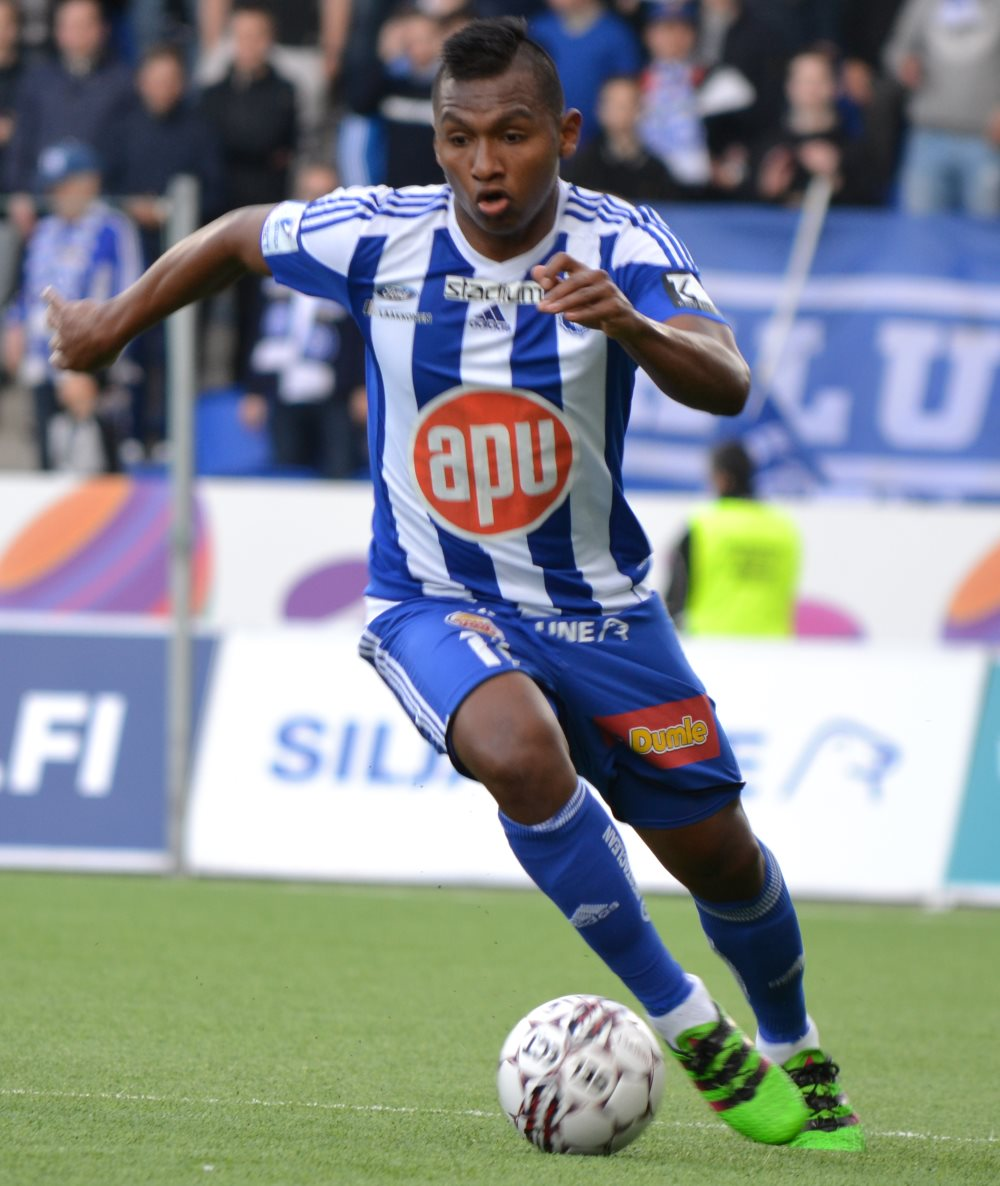
Morelos atuando pelo em 2017

No dia 5 de fevereiro de 2016, o clube finlandês HJK anunciou a contratação de Morelos por empréstimo, com opção de compra do atacante em caráter definitivo.
Morelos teve um impacto imediato em sua estreia quatro dias depois na Copa da Liga Finlandesa, entrando como substituto no clássico contra o HIFK e marcou aos 90 minutos para empatar o jogo em 3–3. Uma semana depois, em 18 de fevereiro de 2016, Morelos marcou dois gols na Copa da Liga mais uma vez, no empate em 2–2 contra o Inter Turku. Morelos também teve impacto no campeonato e começou bem a temporada marcando seis gols nas primeiras cinco partidas contra o VPS, RoPS (duas vezes), Seinäjoen JK e AC Kajaani (duas vezes). Morelos marcou seu primeiro e único hat-trick pelo HJK e o primeiro de sua carreira na Copa da Finlândia, em uma vitória por 4–1 sobre o KuPS em 15 de junho de 2016.
Nas eliminatórias da Liga Europa da UEFA de 2016–17, Morelos marcou quatro gols em seis jogos contra o Atlantas (duas vezes), PFK Beroe e Göteborg, todos no primeiro jogo de cada eliminatória. O HJK foi derrotado por 3–2 no total pelo Göteborg após uma derrota por 2–0 fora de casa na terceira pré-eliminatória e foi eliminado da competição.
No final da temporada de 2016, Morelos terminou como artilheiro do HJK no Campeonato Finlandês com dezesseis gols em trinta partidas e artilheiro em todas as competições com trinta gols em quarenta e três partidas. Ele também foi vice-artilheiro na liga, perdendo a primeira posição por um gol para Roope Riski, que terminou a temporada com dezessete gols. Morelos foi vice-campeão do Campeonato Finlandês, da Copa da Finlândia e foi premiado com o prêmio de melhor atacante do ano da liga.

#### 2017
HJK optou por contratar Morelos permanentemente e começou a temporada 2017 marcando um gol no primeiro jogo da temporada na vitória por 3–2 sobre o Honka em 28 de janeiro de 2017 na fase de grupos da Copa da Finlândia. Morelos ajudou o HJK a terminar na liderança do grupo com cinco vitórias em cinco e avançar para as quartas de final. Em 1 de abril de 2017, Morelos marcou o único gol aos 75 minutos na vitória por 1 a 0 sobre o Ilves na semifinal da Copa da Finlândia para classificar o HJK à final e elevar sua contagem para cinco gols em sete partidas na Copa.
Por sua excelente forma e gols, que incluíram dez gols em onze partidas, Morelos foi premiado como Jogador do mês do Campeonato Finlandês em abril de 2017 e maio de 2017. Morelos marcou seu último gol pelo HJK em sua última partida pelo clube antes de sua transferência para o clube escocês Rangers em 4 de junho de 2017, na vitória por 4 a 1 sobre o RoPS.
Apesar de ter saído no meio da temporada finlandesa, Morelos terminou como o segundo maior artilheiro do HJK na temporada de 2017, depois de marcar onze gols no Campeonato Finlandês em doze partidas, cinco gols na Copa da Finlândia em sete partidas e dezesseis gols em dezenove partidas em todas as competições e ser o sétimo artilheiro no Campeonato Finlandês de 2017. O HJK venceu a Veikkausliiga de 2017 e a Copa da Finlândia de 2016–17, após derrotar o Seinäjoen JK por 1–0 na final em 23 de setembro de 2017, com Morelos recebendo duas medalhas de vencedor por suas contribuições ao longo da temporada.
Alfredo Morelos fez um total de 64 partidas pelo HJK e marcando 46 gols, ganhou três prêmios de jogador do mês, um prêmio de atacante do ano e dois troféus durante sua passagem pelo clube.

### Rangers

#### 2017–18
Morelos assinou um contrato de três anos com o Rangers em 19 de junho de 2017 por uma taxa não revelada, que foi amplamente divulgada em 1 milhão de libras.
Ele fez sua estreia pelo Rangers na vitória em casa por 1–0 contra o Progrès Niedercorn no primeiro jogo da primeira pré-eliminatória da Liga Europa da UEFA de 2017–18, no dia 29 de junho, entrando como substituto aos 77 minutos. Em 9 de agosto, Morelos marcou seus dois primeiros gols pelo clube na vitória em casa por 6–0 sobre o Dunfermline Athletic Football Club, na segunda rodada da Copa da Liga Escocesa. Três dias depois, ele marcou seu primeiro gol no Campeonato Escocês, levando o time à vantagem inicial na derrota em casa por 3–2 para o Hibernian. Ele rapidamente se tornou o favorito dos torcedores do Rangers, que o apelidaram de El Bufalo.
Ele terminou a temporada com 18 gols, empatado com Josh Windass como o artilheiro do clube na temporada; 14 desses gols foram na liga, o segundo maior total atrás de Kris Boyd do Kilmarnock.

#### 2018–19

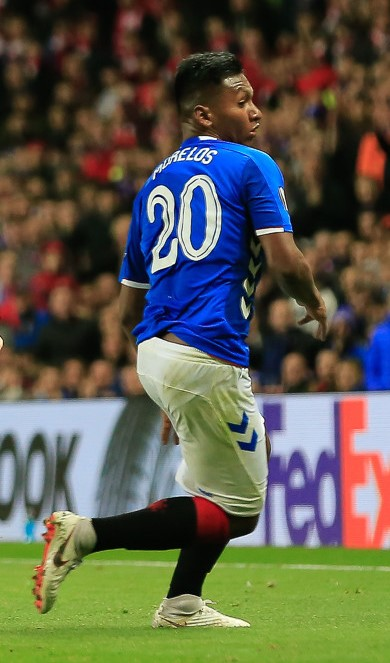
Morelos em uma partida contra o em outubro de 2018.

O Rangers começou a temporada jogando nas pré-eliminatórias da Liga Europa da UEFA de 2018–19, e gols de Morelos contra NK Osijek e Maribor ajudaram o time a avançar para a fase de grupos do torneio. No entanto, um sinal de futuros problemas disciplinares surgiram quando ele foi expulso contra o Aberdeen, no jogo de abertura do Campeonato Escocês, por um chute em um adversário, embora o cartão vermelho tenha sido rescindido em recurso. Ele continuou a marcar gols no início da temporada; marcando na vitória por 2–0 sobre o St Mirren na liga e marcando um hat-trick na vitória por 3–1 sobre o Kilmarnock na Copa da Liga Escocesa. Em setembro de 2018, assinou novo contrato com o Rangers, por um contrato válido até o ano de 2022.
Em março de 2019, ele assinou um novo contrato com o Rangers, dessa vez, até o ano de 2023. Naquele mesmo mês, Morelos recebeu um cartão vermelho direto por um incidente com Scott Brown, do Celtic, em uma eventual derrota por 2–1 no clássico Old Firm; foi sua quinta expulsão na temporada, embora uma delas tenha sido rescindida. Após o incidente, o técnico Steven Gerrard disse que não poderia mais defender o jogador. Apesar de cumprir uma suspensão de quatro jogos, Morelos terminou como o artilheiro do Campeonato Escocês de 2018–19, com 18 gols no campeonato. Seu gol contra o Kilmarnock na última partida do campeonato na temporada foi seu 100º gol oficial como jogador profissional.

#### 2019–20
Durante o verão de 2019, Morelos recusou uma lucrativa oferta de contrato do Hebei Fortune, da China, no valor de 30 milhões de libras, que teria gerado ao colombiano 10 milhões de libras líquidos por ano antes dos impostos, a taxa que se acredita ter sido oferecida ao Rangers era superior a 15 milhões de libras, embora nenhuma proposta oficial tenha sido recebida. Morelos começou a temporada 2019–20 marcando um gol contra o St Joseph's na primeira partida da primeira pré-eliminatória da Liga Europa da UEFA de 2019–20, em Gibraltar. Ele seguiu isso na partida de volta no Ibrox Stadium, marcando seu terceiro hat-trick pelo Rangers. Três dias depois, ele entrou como substituto aos 76 minutos durante o primeiro jogo do Rangers no Campeonato Escocês contra o Hibernian e marcou dois gols na vitória por 6–1, elevando sua contagem para 7 gols em 7 jogos pela temporada.
No final de novembro, ele marcou duas vezes no empate por 2–2 fora de casa com o Feyenoord na Liga Europa. Ao marcar estes gols, Morelos tornou-se no primeiro jogador do Rangers a marcar em quatro jogos consecutivos nas competições europeias. Após o jogo, o técnico Steven Gerrard elogiou Morelos e destacou sua melhora no histórico disciplinar ao longo da temporada.
Morelos, no entanto, voltou a ser o centro da controvérsia no final da vitória do Rangers por 2–1 sobre o Celtic, no Celtic Park, no dia 29 de dezembro. Ele foi expulso por mergulhar e fez alguns gestos com a mão na garganta ao sair do campo. Mais tarde, o Rangers afirmou que ele havia sido submetido a abusos racistas por parte dos torcedores do Celtic durante o jogo.
No intervalo do meio da temporada, no final de dezembro, Morelos havia marcado 28 gols em 35 jogos. Ele também estabeleceu um recorde individual da UEFA para o maior número de gols em uma campanha europeia antes do Natal, com 14.

#### 2020–21
Apesar de muitas especulações de que Morelos deixaria o Rangers e uma oferta de 16 milhões de libras do clube francês Lille que, se aceita, teria sido uma taxa de transferência recorde recebida pelo Rangers, ele permaneceu no clube escocês para a temporada 2020-21. Ele começou a temporada em boa forma, marcando cinco gols em seus primeiros sete jogos, incluindo dois gols contra o St Mirren no Campeonato Escocês e o Lincoln Red Imps durante as eliminatórias da Liga Europa da UEFA de 2020–21. Em 5 de novembro de 2020, quando marcou um gol contra o clube português Benfica, Morelos ultrapassou Ally McCoist como melhor marcador do Rangers nas competições europeias, detendo o recorde do clube com 22 gols.
Com três gols em três partidas, Morelos terminou março de 2021 sendo eleito Jogador do Mês do Campeonato Escocês. Em 2 de maio, Morelos marcou contra o Celtic novamente na vitória por 4 a 1 no Ibrox Stadium, que foi a maior margem de vitória contra seus rivais em 14 anos e garantiu que o Rangers permanecesse invicto contra o Celtic em todas as partidas da liga pela primeira vez da temporada de 1999–2000.
Este seria o último gol de Morelos na temporada, mas ele desempenhou um papel importante nos dois últimos jogos, uma vitória fora de casa por 3–0 contra o Livingston em 12 de maio, onde deu uma assistência, e uma vitória em casa por 4–0 contra o Aberdeen em 15 de maio. O que significou para o Rangers completar a temporada completa do Campeonato Escocês invicto, além de ganhar o título da primeira divisão pela primeira vez em 10 anos e pela 55ª vez no geral. Morelos conquistou seu primeiro troféu após quatro temporadas no clube. Ele terminou a temporada com 17 gols em 44 partidas em todas as competições.

#### 2021–22

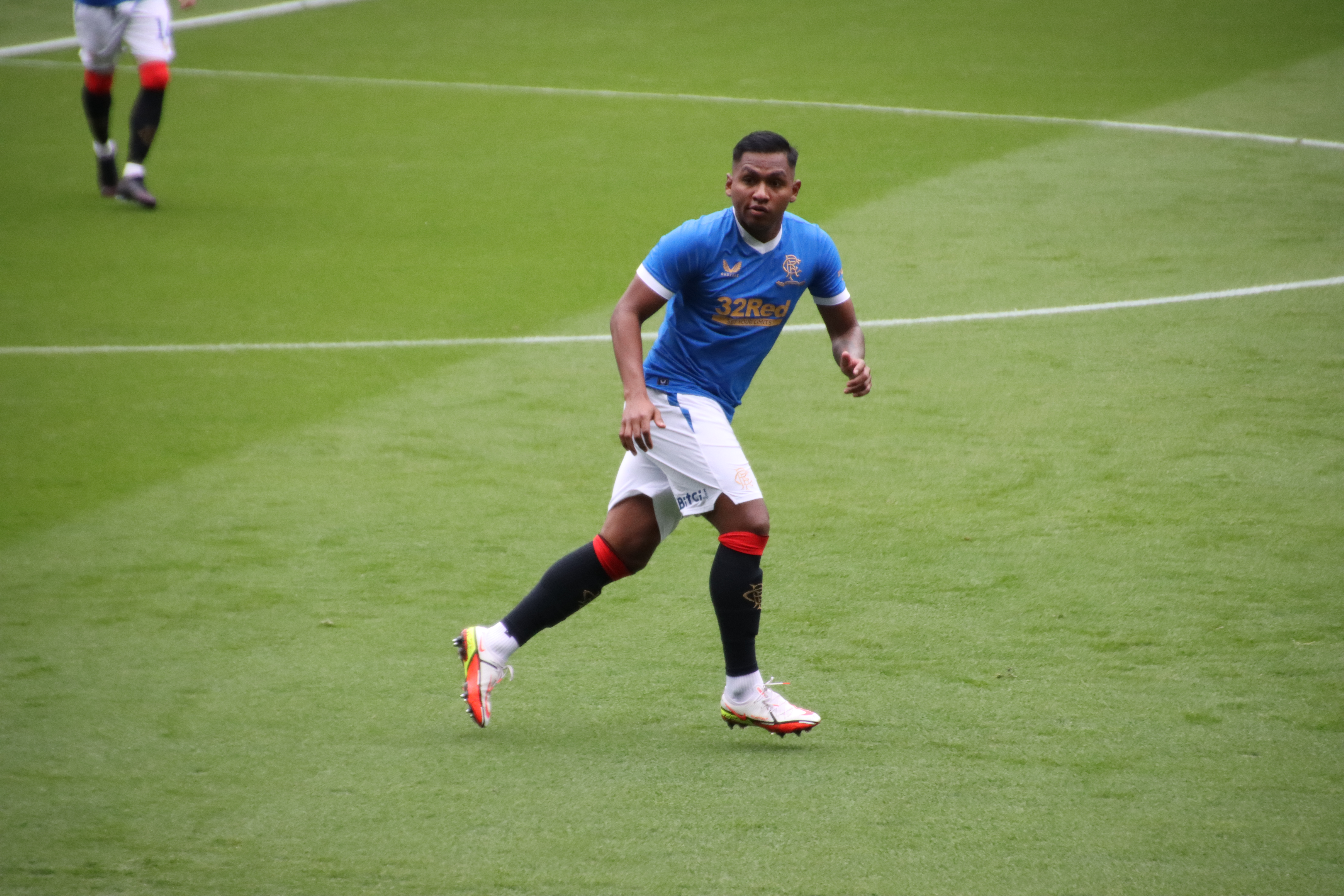
Morelos em uma partida contra o em agosto de 2021.

Mais uma vez, houve muita especulação durante a janela de transferências do verão de que Morelos deixaria o Rangers; o clube rejeitou uma oferta de 10 milhões de libras do Porto (contra quem Morelos havia marcado duas vezes na fase de grupos da Liga Europa da UEFA de 2020–21). Morelos continuou como jogador do Rangers, mas perdeu as duas primeiras partidas da temporada após ser convocado para a Seleção Colombiana para a Copa América de 2021. Em 10 de agosto de 2021, ele marcou seu primeiro gol da temporada (E seu primeiro gol na Liga dos Campeões da Europa) no segundo jogo da terceira pré-eliminatória contra o Malmö. Ele se tornou o primeiro jogador do Rangers a marcar um gol na Liga dos Campeões em dez anos, o último também foi contra o Malmö; apesar disso, o Rangers perdeu o empate por 4–2 no total e caiu para os play-offs da Liga Europa da UEFA de 2021–22. Em 19 de agosto, Morelos marcou o único gol nas duas mãos contra o Alashkert na rodada dos play-offs da Liga Europa para ajudar o clube a chegar à fase de grupos da Liga Europa pela quarta temporada consecutiva. Três dias depois, Morelos marcou seu primeiro gol no Campeonato Escocês da temporada na vitória fora de casa por 4–2 sobre o Ross County, um jogo em que ele também fez uma assistência.
Morelos não marcaria novamente por um mês, até uma vitória por 2–0 sobre o Livingston em 22 de setembro de 2021, nas quartas de final da Copa da Liga Escocesa. Algumas semanas depois, em 3 de outubro, ele marcou o gol da vitória por 2–1 sobre o Hibernian. Em 24 de outubro de 2021, ele marcou novamente o gol da vitória contra o St Mirren, com o Rangers ficando atrás para marcar duas vezes em alguns minutos e vencer por 2–1. Ao fazer isso, Morelos marcou seu 100º gol pelo Rangers em sua 199ª partida pelo clube. Ele se tornou o primeiro jogador a marcar 100 gols pelo Rangers em mais de cinco anos e o 18º jogador do pós-guerra a fazê-lo, com Kenny Miller sendo o último jogador a conseguir isso em 2016. Três dias depois, Morelos marcou sua 200ª partida pelo clube ao marcar seu 101º gol contra o Aberdeen no empate em casa de 2–2.
Em 25 de novembro de 2021, em sua primeira partida sob o comando do novo técnico Giovanni van Bronckhorst, o Rangers derrotou o Sparta Praga por 2–0 na fase de grupos da Liga Europa da UEFA de 2021–22 no Ibrox Stadium; Morelos, que não havia marcado nas quatro partidas anteriores da fase de grupos, marcou os dois gols para garantir que seu histórico de confrontos diretos fosse superior ao de seu adversário (Que havia vencido por 1–0 na República Tcheca) e garantiu a qualificação para o fases eliminatórias da competição pela terceira temporada consecutiva. Sob o comando de van Bronckhorst, Morelos parecia um jogador rejuvenescido e atingiu uma boa forma no mês de dezembro, marcando mais 4 gols em 5 partidas do campeonato contra Dundee, Heart of Midlothian, St. Johnstone e St Mirren. Neste último, quebrou outro recorde do Rangers, quando Morelos marcou seu 107º gol pelo clube e se tornou o maior artilheiro estrangeiro de todos os tempos, um recorde que era anteriormente detido pelo jogador sul-africano Johnny Hubbard desde 1959. Por sua forma e gols, Morelos terminou o ano em alta ao ganhar o prêmio de jogador do mês em dezembro de 2021.
Morelos marcou seus primeiros gols em 2022 ao marcar dois gols contra o Heart of Midlothian em 6 de fevereiro no Ibrox Stadium, durante uma vitória por 5–0, jogo em que ele também fez uma assistência. Os dois gols elevaram a contagem de gols de Morelos na liga para 10 nesta temporada e ele se tornou o primeiro jogador a marcar o feito no Campeonato Escocês pelo Rangers por 5 temporadas consecutivas desde Kris Boyd entre 2005–06 e 2009–10. Três dias depois, Morelos marcou na vitória em casa por 2–0 sobre o Hibernian. Em 17 de fevereiro, Morelos marcou um gol e causou um gol contra com seu chute desviado de Dan-Axel Zagadou enquanto o Rangers registrava uma histórica vitória fora de casa por 4–2 sobre o Borussia Dortmund em pleno Signal Iduna Park no primeiro jogo da repescagem da Liga Europa da UEFA de 2021–22. O Rangers avançou para as oitavas de final da Liga Europa após uma vitória agregada de 6–4 sobre o Borussia Dortmund. Nas oitavas de final da Liga Europa, contra o Estrela Vermelha, no dia 10 de março, Morelos marcou na vitória por 3–0. A temporada de Morelos foi interrompida com sua última aparição em uma vitória fora de casa por 2–1 sobre o Dundee em 20 de março, depois que ele sofreu uma lesão, o que o obrigou a se submeter a uma cirurgia na coxa. Em 5 de abril, o Rangers divulgou um comunicado oficial em seu site para confirmar que a cirurgia foi um sucesso, mas Morelos ficaria afastado pelo resto da temporada.
Apesar da lesão, Morelos terminaria a temporada como artilheiro do Rangers com 18 gols (Empatado com James Tavernier) em 42 partidas e esteve incluído no Time do Ano do Campeonato Escocês de 2021–22. Sem Morelos, o Rangers chegou à final da Liga Europa da UEFA de 2021–22, que perdeu para o Eintracht Frankfurt por 5–4 na disputa de pênaltis no Estádio Ramón Sánchez Pizjuán, em Sevilha, depois empataram em 1–1 no tempo normal. Embora Morelos não tenha participado da final, ele recebeu a medalha de vice-campeão por suas contribuições anteriores na campanha europeia, que incluíam gols vitais para o Rangers poder avançar para essa fase do torneio. Antes da partida, Morelos foi visto nas ruas de Sevilha tirando fotos e interagindo com torcedores que viajaram em grande número para a ocasião.

#### 2022–23
Depois de quase cinco meses fora dos gramados, Morelos retornou em 6 de agosto de 2022, em um jogo do Campeonato Escocês contra o recém-promovido Kilmarnock, no Ibrox Stadium, substituindo Antonio Čolak aos 64 minutos. 14 minutos depois, Morelos marcou seu primeiro gol da temporada na vitória do Rangers por 2–0.
Morelos voltou a estrear como titular pelo Rangers em 14 de setembro, na derrota em casa por 3-0 para o Napoli, pela fase de grupos da Liga dos Campeões da UEFA de 2022–23. Em 1 de outubro, Morelos marcou seu segundo gol na temporada, depois de entrar como substituto na vitória fora de casa por 4–0 sobre o Heart of Midlothian. Em 29 de outubro, Morelos marcou novamente depois de entrar como substituto na vitória em casa por 4–1 sobre o Aberdeen. O gol elevou sua contagem para 115 gols pelo Rangers e significou que ele se tornou o 30º maior artilheiro de todos os tempos do clube.
No dia 23 de maio de 2023, o Rangers anunciou que Morelos deixaria o clube após o término de seu contrato. Pelo clube, no total, Morelos fez 269 jogos e marcou 125 gols.

### Santos

#### 2023
Em agosto de 2023, esteve perto de reforçar o clube turco Fenerbahçe, mas não houve acordo. No dia 4 de setembro, o Santos anunciou a contratação de Alfredo Morelos, por um contrato válido até agosto de 2025. Fez sua estreia no dia 14 de setembro, entrando como subtituto de Marcos Leonardo em uma derrota em casa por 3–0 para o Cruzeiro, pelo Campeonato Brasileiro. Entrou como titular pela primeira vez na equipe santista no dia 8 de outubro, em uma vitória fora de casa por 2–1 sobre o Palmeiras na Arena Barueri.

#### 2024
No dia 24 de janeiro de 2024, o Santos anunciou um acordo para a redução salarial de Alfredo Morelos para a disputa da segunda divisão do Campeonato Brasileiro. Sua estreia na temporada de 2024 aconteceu no dia 4 de fevereiro, entrando como substituto e dando uma assistência no segundo gol em uma vitória em casa por 2–0 sobre o Guarani, pelo Campeonato Paulista. Seu primeiro gol pelo clube aconteceu no dia 14 de fevereiro, marcando o único gol em uma cobrança de pênalti em uma vitória fora de casa por 1–0 sobre o rival São Paulo.

### Atlético Nacional

#### 2024
Em 18 de julho de 2024, foi cedido por empréstimo ao Atlético Nacional, da Colômbia, até o fim da temporada. Na temporada, foi o principal artilheiro do time marcando 11 gols em 27 jogos, além de conquistar os títulos da Copa Colômbia e do Torneo Finalización.

#### 2025
Em 2025, voltou a ser cedido pelo Peixe ao clube colombiano até o final desta temporada.

## Seleção Nacional

### Sub-17
Morelos foi convocado para a Seleção Colombiana Sub-17 pela primeira vez em julho de 2012 e fez sua estreia no sub-17 no empate em 1–1 contra o Paraguai em 2 de abril de 2013. Ele fez quatro partidas pela seleção sub-17.

### Sub-20
Em setembro de 2014, Morelos foi convocado pela primeira vez para a Seleção Colombiana Sub-20 e fez sua estreia em 16 de janeiro de 2015, na vitória por 1–0 sobre o Uruguai. Morelos estava na seleção sub-20 quando sua equipe terminou como vice-campeã no Campeonato Sul-Americano Sub-20 de 2015. Ele jogou seis partidas no total pela equipe sub-20.

### Principal
Em 28 de agosto de 2018, Morelos foi convocado pela primeira vez para a seleção principal para os amistosos contra Venezuela e Argentina. Ele fez sua estreia em 8 de setembro de 2018, entrando como susbtituto aos 77 minutos contra a Venezuela. No último minuto, deu assistência para o gol da vitória de Yimmi Chará. Ele não foi nomeado na seleção preliminar de 40 jogadores anunciada em 16 de maio para a Copa América de 2019, com vários meios de comunicação especulando que sua má disciplina em campo no Rangers contribuiu para sua exclusão.
Morelos marcou seu primeiro gol pela Seleção Colombiana em 16 de novembro de 2019, em um amistoso contra o Peru, na vitória da Colômbia por 1–0. Ele foi convocado pela Seleção Colombiana para a Copa América de 2021, cujo participou da campanha que levou sua equipe ao terceiro lugar.

## Estilo de jogo
Com 1,77m de altura, Alfredo Morelos é considerado um jogador rápido na função de ataque, podendo atuar como centroavante ou ponta. Até mesmo, como segundo atacante, se movimentando mais do que a função de centroavante.
Os principais gols de Morelos pelo Rangers foram marcados em lances em que o jogador se movimenta para encontrar um espaço livre e finalizar em boas condições. Ele costuma estar sempre distante do lado da jogada para receber um cruzamento ou fazer um pivô, por exemplo. Talvez a principal característica de Morelos sem a bola seja a movimentação em diagonal para ganhar do zagueiro na velocidade e receber no ponto futuro.

## Vida pessoal
Morelos está com Yesenia Herrera desde 2014. O casal se casou em janeiro de 2016 e tem uma filha, Leonela Morelos, nascida em maio de 2020.

## Controvérsias

### Acidente automobilístico
Em 20 de outubro de 2024, Alfredo Morelos se envolveu em um acidente de trânsito na Colômbia, após atingir um motociclista com a sua SUV. Ele também falhou no teste do bafômetro, sendo posteriormente preso por dirigir sob o efeito do álcool.

## Estatísticas
Atualizadas até 22 de dezembro de 2024

### Clubes
| Equipe                 | Temporada         | Campeonato nacional | Campeonato nacional | Campeonato nacional | Copa nacional[a] | Copa nacional[a] | Copa nacional[a] | Competições continentais[b] | Competições continentais[b] | Competições continentais[b] | Outros torneios[c] | Outros torneios[c] | Outros torneios[c] | Total | Total | Total   |
| Equipe                 | Temporada         | Jogos               | Gols                | Assist.             | Jogos            | Gols             | Assist.          | Jogos                       | Gols                        | Assist.                     | Jogos              | Gols               | Assist.            | Jogos | Gols  | Assist. |
| ---------------------- | ----------------- | ------------------- | ------------------- | ------------------- | ---------------- | ---------------- | ---------------- | --------------------------- | --------------------------- | --------------------------- | ------------------ | ------------------ | ------------------ | ----- | ----- | ------- |
| Independiente Medellín | 2014              | 6                   | 1                   | 0                   | 8                | 5                | 0                | —                           | —                           | —                           | —                  | —                  | —                  | 14    | 6     | 0       |
| Independiente Medellín | 2015              | 6                   | 0                   | 0                   | 5                | 0                | 0                | —                           | —                           | —                           | —                  | —                  | —                  | 11    | 0     | 0       |
| Independiente Medellín | Total             | 12                  | 1                   | 0                   | 13               | 5                | 0                | 0                           | 0                           | 0                           | 0                  | 0                  | 0                  | 25    | 6     | 0       |
| HJK                    | 2016              | 30                  | 16                  | 0                   | 4                | 7                | 0                | 6                           | 4                           | 0                           | 3                  | 3                  | 0                  | 43    | 30    | 0       |
| HJK                    | 2017              | 12                  | 11                  | 0                   | 7                | 5                | 0                | 2                           | 0                           | 0                           | —                  | —                  | —                  | 21    | 16    | 0       |
| HJK                    | Total             | 42                  | 27                  | 0                   | 11               | 12               | 0                | 8                           | 4                           | 0                           | 3                  | 3                  | 0                  | 64    | 46    | 0       |
| Rangers                | 2017–18           | 35                  | 14                  | 3                   | 3                | 2                | 1                | 2                           | 0                           | 0                           | 3                  | 2                  | 0                  | 43    | 18    | 4       |
| Rangers                | 2018–19           | 30                  | 18                  | 3                   | 3                | 4                | 0                | 13                          | 4                           | 0                           | 2                  | 4                  | 0                  | 48    | 30    | 3       |
| Rangers                | 2019–20           | 26                  | 12                  | 1                   | 1                | 1                | 0                | 17                          | 14                          | 1                           | 3                  | 2                  | 1                  | 47    | 29    | 3       |
| Rangers                | 2020–21           | 29                  | 12                  | 4                   | 2                | 0                | 0                | 13                          | 5                           | 5                           | 0                  | 0                  | 0                  | 44    | 17    | 9       |
| Rangers                | 2021–22           | 26                  | 12                  | 7                   | 1                | 0                | 0                | 12                          | 6                           | 0                           | 3                  | 1                  | 0                  | 42    | 19    | 7       |
| Rangers                | 2022–23           | 32                  | 11                  | 5                   | 4                | 0                | 0                | 6                           | 0                           | 0                           | 3                  | 1                  | 1                  | 45    | 12    | 6       |
| Rangers                | Total             | 178                 | 79                  | 23                  | 14               | 7                | 1                | 63                          | 29                          | 6                           | 14                 | 10                 | 2                  | 269   | 125   | 32      |
| Santos                 | 2023              | 3                   | 0                   | 0                   | —                | —                | —                | —                           | —                           | —                           | —                  | —                  | —                  | 3     | 0     | 0       |
| Santos                 | 2024              | 6                   | 2                   | 0                   | —                | —                | —                | —                           | —                           | —                           | 11                 | 2                  | 1                  | 17    | 4     | 1       |
| Santos                 | Total             | 9                   | 2                   | 0                   | 0                | 0                | 0                | 0                           | 0                           | 0                           | 11                 | 2                  | 1                  | 20    | 4     | 1       |
| Atlético Nacional      | 2024              | 21                  | 7                   | 2                   | 6                | 4                | 0                | —                           | —                           | —                           | —                  | —                  | —                  | 27    | 11    | 2       |
| Atlético Nacional      | Total             | 21                  | 7                   | 2                   | 6                | 4                | 0                | 0                           | 0                           | 0                           | 0                  | 0                  | 0                  | 27    | 11    | 2       |
| Total na carreira      | Total na carreira | 262                 | 116                 | 25                  | 44               | 28               | 1                | 71                          | 33                          | 6                           | 28                 | 15                 | 3                  | 405   | 192   | 35      |

- a. ^ Jogos da Copa Colômbia, da Copa da Finlândia e da Copa da Escócia
- b. ^ Jogos da Liga Europa da UEFA e da Liga dos Campeões da Europa
- c. ^ Jogos da Copa da Liga Finlandesa e da Copa da Liga Escocesa

### Seleção Colombiana
| Ano   |       |      |         |
| Ano   | Jogos | Gols | Assist. |
| ----- | ----- | ---- | ------- |
| 2018  | 1     | 0    | 0       |
| 2019  | 6     | 1    | 0       |
| 2020  | 3     | 0    | 0       |
| 2021  | 1     | 0    | 0       |
| Total | 11    | 1    | 0       |

| Ano   |       |      |         |
| Ano   | Jogos | Gols | Assist. |
| ----- | ----- | ---- | ------- |
| 2018  | 1     | 0    | 0       |
| 2019  | 6     | 1    | 0       |
| 2020  | 3     | 0    | 0       |
| 2021  | 1     | 0    | 0       |
| Total | 11    | 1    | 0       |

## Títulos
HJK
- Campeonato Finlandês: 2017
- Copa da Finlândia: 2016–17

Rangers
- Campeonato Escocês: 2020–21[149]
- Copa da Escócia: 2021–22[150]

Santos
- Campeonato Brasileiro - Série B: 2024

Atlético Nacional
- Copa Colômbia: 2024[127]
- Campeonato Colombiano: Finalización 2024[128]

### Prêmios individuais
- Atacante do Ano do Campeonato Finlandês: 2016[151]
- Equipe do Ano do Campeonato Finlandês: 2016[152]
- Jogador do mês do Campeonato Finlandês: Setembro de 2016,[153] abril de 2017,[154] maio de 2017[155]
- Jogador do ano do Rangers: 2018–19,[156] 2021–22[157]
- Time do ano do Rangers: 2018–19[156]
- Melhor artilheiro do Rangers: 2017–18, 2018–19, 2019–20, 2021–22
- Melhor artilheiro do Campeonato Escocês: 2018–19
- Equipe do Ano do Campeonato Escocês: 2018–19,[158] 2020–21,[159] 2021–22[160]
- Jogador do mês do Campeonato Escocês: Setembro de 2019,[161] março de 2021, dezembro de 2021[86]

#### Recordes
- Mais gols marcados numa temporada europeia antes do Natal: 14 (durante a temporada 2019–20)[162]
- 3º melhor marcador da Liga Europa da UEFA: 32[163]
- Mais jogos consecutivos marcados no Campeonato Escocês: 7 (durante a temporada 2018–19, empatado com David Clarkson)[164][165]
- Maior artilheiro em competições europeias de todos os tempos do Rangers: 29[166]
- Maior artilheiro estrangeiro de todos os tempos do Rangers: 124
- Mais jogos em competições europeias consecutivos marcados no Rangers: 5 (durante a temporada 2019–20)[167][168]
- Mais jogos consecutivos marcados no Rangers: 7 (durante a temporada 2018–19)